# Ordoshāhī
Ordoshāhī (persiska: اُردوشاهی, Ordūshāhī, امام کندی) är en ort i Iran.   Den ligger i provinsen Västazarbaijan, i den nordvästra delen av landet, 600 km väster om huvudstaden Teheran. Ordoshāhī ligger 1 278 meter över havet och antalet invånare är 451. Den ligger vid sjön Lake Urmia.
Terrängen runt Ordoshāhī är platt. Trakten runt Ordoshāhī är nära nog obefolkad, med mindre än två invånare per kvadratkilometer. Närmaste större samhälle är Urmia, 19,5 km nordväst om Ordoshāhī. 